# Miloslava Misáková
Miloslava Misáková (n. 25 februarie 1922, Horákov⁠(d), Moravia de Sud⁠(d), Cehia – d. 1 iulie 2015, Praga, Cehia) a fost o gimnastă artistică ce a reprezentat Cehoslovacia, medaliată olimpică. A participat la o ediție a Jocurilor Olimpice (1948) în care a câștigat o medalie de aur.

## Participări
Lista de mai jos prezintă principalele competiții la care a participat Miloslava Misáková de-a lungul carierei.
- gymnastics at the 1948 Summer Olympics – women's artistic team all-around[*]